# Izumo (DDH-183)
JS Izumo (DDH-183) je nosič vrtulníků Japonských námořních sil sebeobrany. Jedná se o vedoucí loď třídy Izumo.
Plavidlo má délku 248 metrů a na šířku 38 metrů, výtlak činí 19,5 tisíce tun. Jeho výstavba přišla v přepočtu na téměř 24 miliard českých korun. Navzdory klasifikaci na torpédoborce má rovnou palubu, která může po vzoru letadlových lodí sloužit jako přistávací dráha pro letadla. Plavidlo ale nedisponuje katapultem, jenž je pro start proudových letadel z její paluby nezbytný. Ve svých útrobách může loď převážet až devět vrtulníků. Posádka čítá 470 osob a k tomu se na loď vejde dalších 450 příslušníků ozbrojených složek nebo jiných cestujících.

## Výzbroj

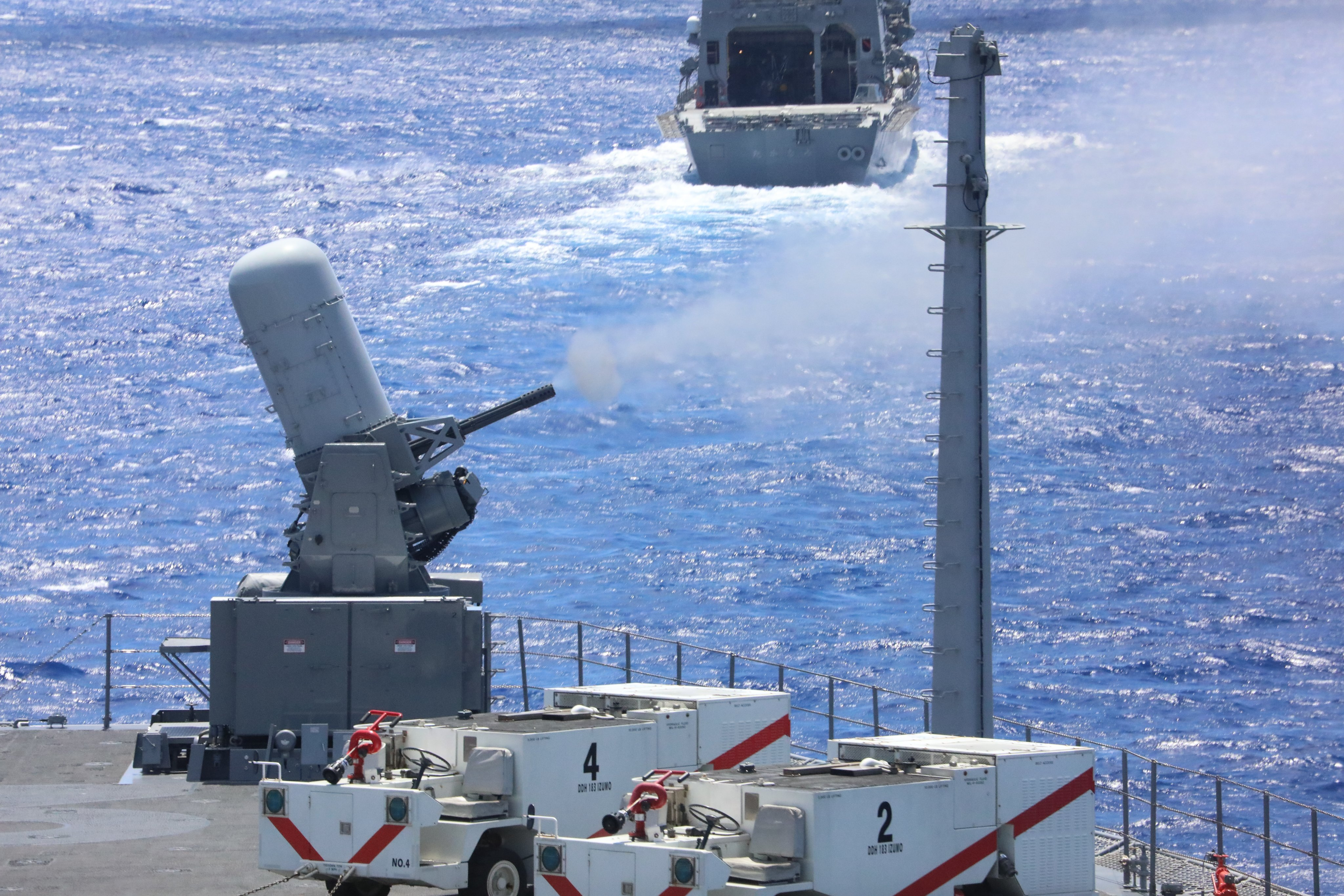
Systém blízké obrany Phalanx na lodi Izumo

Izumo je vyzbrojena pouze systémy protivzdušné obrany, a to třemi 20mm kanónovými systémy blízké obrany Phalanx a dvěma raketovými systémy blízké obrany SeaRAM. Izumo běžně nese devět vrtulníků Sikorsky SH-60 Seahawk a MCH-101. Ovšem její maximální kapacita je až dvacet osm vrtulníků. Loď právě podstupuje modernizaci, aby mohla nést víceúčelové bojové letouny F-35 Lightning II s technologií stealth. Odhaduje se, že modernizace se dokončí v roce 2025.

## Služba

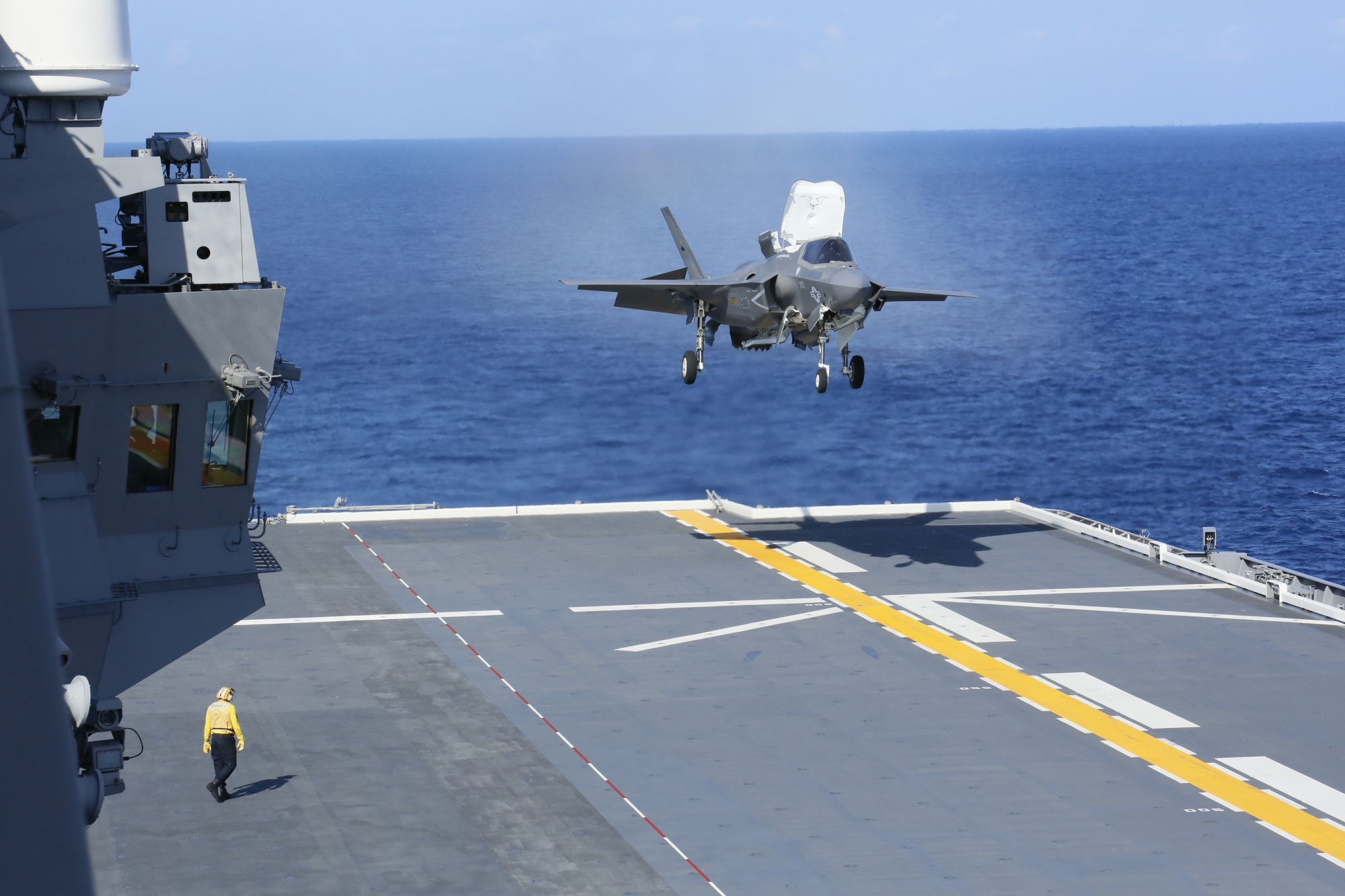
První přistání F-35B na palubě Izumo

Dne 5. října 2021 na palubě Izumo poprvé přistál kolmostartující víceúčelový bojový letoun F-35B Lightning II. Je to poprvé od konce druhé světové války, kdy japonská válečná loď hostí bojová letadla.